# Tartusko-moskiewska szkoła semiotyki
Tartusko-moskiewska szkoła semiotyki (w zachodniej literaturze nazywana naukową "grupą Tartu-Moskwa") – nieformalna grupa badaczy, działająca mniej więcej w l. 1960–1990, przez którą przewinęły się dziesiątki badaczy. Wielu z nich zyskało szeroki międzynarodowy rozgłos.
Grupa ta nie stanowiła formalnej instytucji naukowej z własną strukturą organizacyjną, statutem, planami badawczymi itp. Powstała ona w rezultacie bezpośrednich kontaktów uczonych z kilku ośrodków naukowych byłego ZSRR (Moskwy, Tartu, Leningradu, Rygi, Wilna, Tallinna), którzy na przełomie lat pięćdziesiątych i sześćdziesiątych wykazali zadziwiającą zbieżność zainteresowań naukowych przy zachowaniu naturalnych różnic wynikających z przynależności do odmiennych tradycji naukowych i uprawiania różnych dyscyplin badawczych. 
Grupa jednoczyła przedstawicieli różnych dziedzin wiedzy humanistycznej (historyków i teoretyków literatury, lingwistów, filozofów, historyków, etnografów, teoretyków sztuki, psychologów i neurofizjologów), którzy w metodzie semiotycznej dostrzegli szansę połączenia wysiłków, zmierzających do bardziej integralnego ujęcia fenomenu kultury. Należeli do niej m.in. Jurij Łotman, Boris Uspienski, Władimir Toporow, W moskiewskim skrzydle grupy, które w ostatnim czasie woli się określać jako Moskiewskie Koło Semiotyczne, zdecydowanie przeważali językoznawcy i folkloryści (Wiaczesław Iwanów, Boris Uspienski, Andriej Zalizniak, Tatiana Cywjan, Tatiana Jelizarienkowa, Tatiana Nikołajewa) - wykazywali oni zwiększone zainteresowanie diachronicznym aspektem badanych przez siebie dziedzin kultury, rekonstrukcją ich – odległych w czasie - początków.
Grupa zawiązała się na początku lat sześćdziesiątych. Miejscem dysput początkowo były letnie szkoły, urządzane w ośrodku sportowym uniwersytetu w Tartu, (miasta znanego w Polsce pod starą nazwą - Dorpat) i łamy wydawnictw tej uczelni (najbardziej znana seria to Trudy po znakowym sistiemam (Prace o systemach znakowych – Sign Systems Studies); w latach 1964-1992 ukazało się w niej 25 tomów). Na wybór Tartu miał wpływ nie tylko fakt, że od 1950 roku pracował tu Jurij Łotman, uczony uznawany za lidera całej szkoły, lecz również peryferyjne położenie tego miasta oraz przychylna postawa władz uniwersytetu, jednego z najstarszych w tej części Europy.
Grupa swój dynamiczny rozwój przeżywała na przełomie lat sześćdziesiątych i siedemdziesiątych i po cichu zakończyła swoją działalność jako w miarę spójna grupa uczonych na początku ostatniej dekady XX wieku (po rozpadzie ZSRR).  
Semiotycy z wymienionej grupy zaproponowali własne ujęcie kultury. Według ich koncepcji ośrodkiem kultury jest język naturalny. W stosowanej przez ten krąg terminologii stanowi on prymarny system modelujący, zawierający pewien globalny, "zdroworozsądkowy" obraz (model) świata. Uprzywilejowana rola języka naturalnego wynika z faktu, że jest on najbardziej rozwiniętym (to "system systemów") i najbardziej uniwersalnym środkiem komunikacji. Język naturalny (etniczny) stanowi wzór systemowości dla pozostałych systemów kultury takich, jak mitologia, religia, sztuka, nauka. Wymienione dziedziny kultury są charakteryzowane jako "wtórne systemy modelujące" w tym sensie, iż są niejako nadbudowane na języku naturalnym lub wzorują się na nim w swojej budowie i działaniu.